# 台灣鐵路工會
台灣鐵路工會（英語：Taiwan Railway Labor Union），簡稱鐵路工會、台鐵工會，又稱台鐵企業工會、台鐵企工，為臺灣鐵路股份有限公司由勞方所組成的工會。勞方包含該公司列車長、機車司機員、車站站務員及工務、機務、電務檢修員及非主管之內勤員司約13,100人。台灣鐵路工會於1947年成立，1949年3月在台北市鄭州路建造3樓會所，1990年6月1日遷入台北車站6樓。

## 歷史與現況
在1980年中期之前，與其他國營事業所屬工會相同，台灣鐵路工會均由中國國民黨所執政的中華民國政府所掌控，且該工會領導人由中國國民黨幹部兼任，並於台鐵各分駐地掌握所有會員的動向與心理狀態。
1987年時任中華民國總統兼中國國民黨主席蔣經國正式宣佈解除臺灣省戒嚴令之後，台灣鐵路管理局内專責列車駕駛的臺鐵乘務員開始逐漸提高自發自主性，組成火車司機員聯誼會；火車司機員聯誼會於台鐵工會無法阻擋及默許下，於1988年發動1400名鐵路司機員罷工，不但仍是至今台灣最大罷工事件，也是台灣工運的里程碑。之後，台鐵工會仍致力於維護台灣鐵路勞工權益。2003年，反對台鐵民營化的台鐵工會取得台灣第一次合法罷工權。不過，由於台鐵本身有低效率高福利的社會形象，陳水扁政府成功的阻止該罷工。
今台灣鐵路工會仍為台灣工運的指標，也因台灣執政黨更迭與中國國民黨全面退出台灣鐵路機構後，台鐵工會受中國國民黨掌握情形得到改变。不過，總體而言，台鐵工會仍被視為泛藍陣營的支持者。
2008年，台灣鐵路工會理事長改選，由謝勝明當選，他表示將維持工運自主的精神。
2013年，因不滿勞保年金改革案將會造成員工退休金縮水，台灣鐵路工會決議，若年金案通過，將拒絕加班並將依法在國定假日和周休二日休假，且醞釀擬在中秋節連假疏運時集體休假罷工。後因年金改革案未通過，並未實際發動罷工。
2015年，因為人力吃緊、排班大增等原因，台灣鐵路管理局司機員醞釀在中秋假期再次以集體休法方式發動罷駛，並有843名連署參加。但在台灣鐵路工會與台灣鐵路管理局協調後達成共識減少列車班次，司機員也取消罷駛。
鐵路工會以一年一次代表大會決議為最高決策依據，平日則以理事會及理事長為代表。本屆幹部皆為2016年10月上任。
2018年6月9日鐵路節，鐵路工會公開表示反對台鐵公司化 （页面存档备份，存于）
2022年5月1日，鐵路工會不滿交通部未經協商即強推台鐵公司化，發動依法休假行動。臺灣鐵路產業工會響應鐵路工會依法休假行動，並發動遊行，批評交通部與台鐵忽視基層心聲。
2022年6月16日，臺灣鐵路工會與台鐵局協商台鐵公司化相關事宜，提出調薪50%的要求，指出薪資偏低導致離職率高且影響行車安全。工會強調薪資是留才關鍵，若協商無果，將啟動勞資調解或罷工投票，呼籲正視訴求。
2022年末，台鐵公司化相關事宜16個子法中已公布4項草案，部分條文引發台灣鐵路工會不滿，指控未採納其意見，並不排除於春節期間罷工。交通部強調子法草案仍在預告階段，將持續蒐集意見並加強與工會溝通。工會認為部分維修費用應由交通部全額支應，否則恐增加公司財務負擔。
2024年11月27日，台鐵企業工會第16屆理事長童世哲接任，成為台鐵公司化後首任理事長，提出推動薪資改革、提升員工福利及完善績效薪酬制度等目標，強調以公平和保障為核心，改善員工待遇與工作環境。